# グラディアトリア

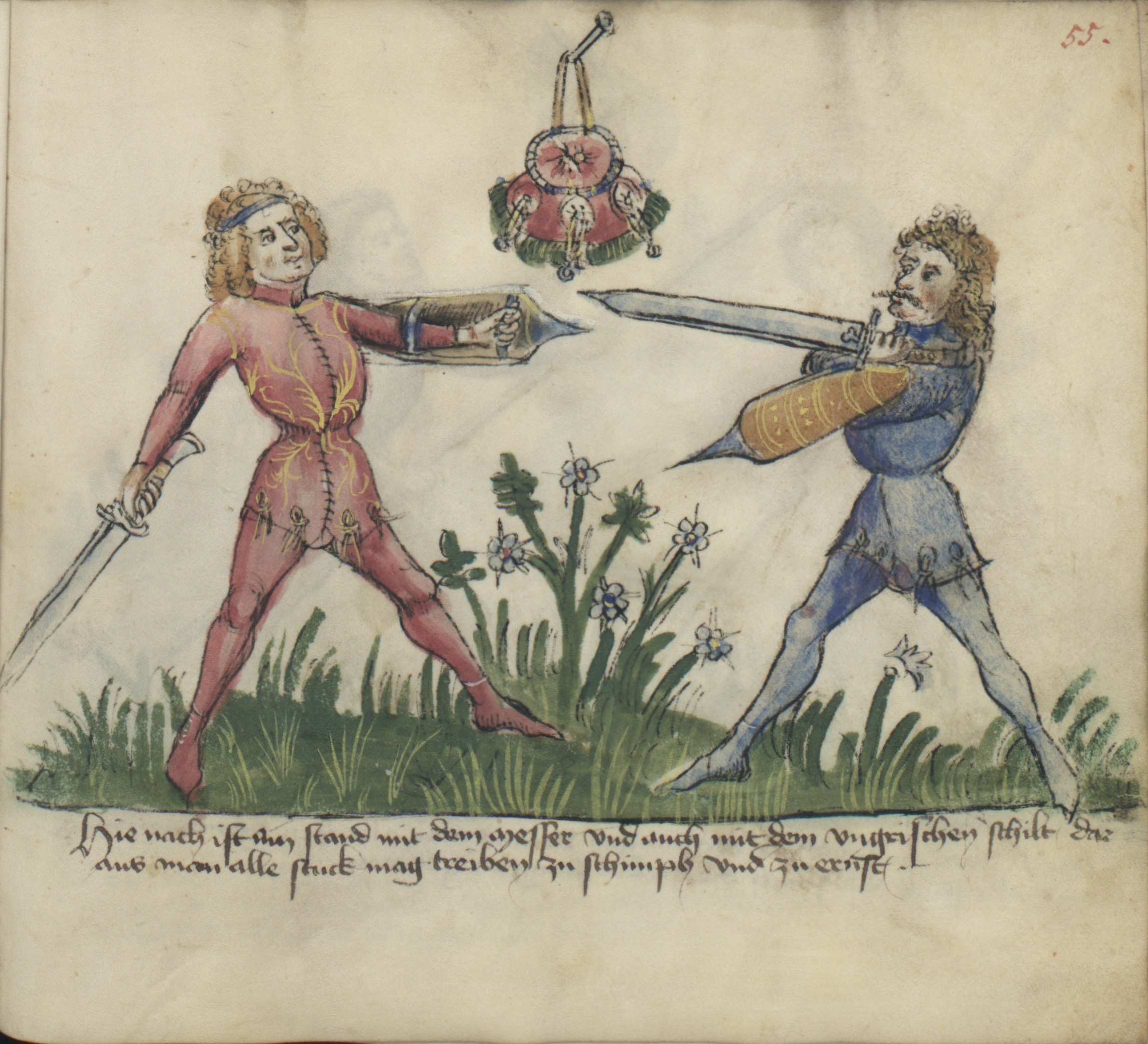
小刀とハンガリー盾による戦闘（fol. 55r）

グラディアトリア（Gladiatoria）は、15世紀半ばドイツの著者不明の武術書。以前はベルリンのプロイセン王立図書館に収蔵されていたが、現在はポーランドのヤギェウォ図書館に収蔵されている。
ドイツ語本文と挿絵の入った羊皮紙59葉からなり、大部分は甲冑着用時のさまざまな武器を用いた戦闘について説明しているが、49葉裏から55葉裏までは平服時の戦闘を描いている（突盾（Stechschild）、剣とバックラー、小刀、杖）。
説明されている技術のいくつかは、ほかの武術書には見られないもので、またヨハンネス・リヒテナウアーの教えに基づいたドイツ流剣術の主流派からも直接の影響は受けていないと考えられている。